# Таймограф
Таймограф (рос. таймограф, англ. timograph, нім. Timograph m, Zeitregistriergerät n) — прилад, що реєструє час виникнення і тривалість процесів або явищ. Застосовують для контролю часу роботи машин, реєстрації часу виникнення аварійного стану аґреґату, записування тривалості якої-небудь операції тощо.

## Інтернет-ресурси
- Zeitregistriergerät
- Werkstattstempler [Архівовано 24 грудня 2013 у Wayback Machine.]